# 细肋拟日月贝
细肋拟日月贝（学名：Propeamussium gracilis），是莺蛤目光芒海扇蛤科拟日月贝属的一种。主要分布于中国大陆，常栖息在潮下带、水深210－242米、砂质底。
其种加词“gracilis”意为“纤细的”。